# 和田恭良
和田 恭良（わだ やすよし、1951年 <昭和26年> 6月17日 - ）は、日本の地方公務員。長野県社会部長、同環境部長、同副知事、長野県社会福祉事業団理事長を歴任。瑞宝中綬章受章者。

## 人物・経歴
長野県長野市出身、東京大学法学部卒業。1976年4月 長野県庁に入庁し、同人事課長、2003年 (平成15年) 4月 同佐久地方事務所長、2005年4月 社会福祉法人長野県社会福祉事業団西駒郷所長、2006年11月	長野県企画局長、2008年4月 同社会部長、2010年4月 同環境部長。
同年9月 阿部守一長野県知事から副知事に選任された。2014年9月退任。後任はしばらく配置されなかったが、2015年3月 加藤さゆり退任に伴って県総務部長の太田寛、上智大学准教授中島恵理が就任した。
2015年4月 社会福祉法人長野県社会福祉事業団理事長、同年6月 八十二銀行監査役。
信州観光文化検定試験１級合格。

## 栄典
- 2023年11月 令和5年秋の叙勲で瑞宝中綬章を受章[5]